# Kashmir
Kashmir е песен на английската рок група „Лед Зепелин“, включена в шестия им албум Physical Graffiti (1975). Песента е написана е от Джими Пейдж и Робърт Плант с принос на Джон Бонъм за период от три години с текстове, датиращи от 1973 г. Веднага след издаването си, песента става основна концертна част, изпълнявана от групата на почти всеки техен концерт след. Описвана е като един от двата най-откровено прогресивни епоса на „Лед Зепелин“ (другият е Stairway to Heaven).
Джими Пейдж записва демо версия с барабаниста Джон Бонъм в края на 1973 г., когато Джон Пол Джоунс закъснява за сесиите на записите. По-късно Робърт Плант добави текстове и средна част; в началото на 1974 г. Джоунс добавя оркестрация. Текстът е написан от Робърт Плант през 1973 г. веднага след турнето на Лед Зепелин в САЩ през 1973 г. Никой от членовете на групата не е посещавал Кашмир, вместо това, Плант вдъхновен по време на шофиране през пустиня в южно Мароко.
И четиримата членове на „Лед Зепелин“ са съгласни, че Kashmir е едно от най-добрите им музикални постижения. Джон Пол Джоунс посочва всички елементи, които съставляват звука на „Лед Зепелин“ с тази песен, а архивистът на групата Дейв Люис коментира:
| „ | Несъмнено най-удивителното и впечатляващо парче от Physical Graffiti и може би най-прогресивното и оригинално парче, което „Лед Зепелин“ някога са записвали. Kashmir извървя дълъг път към установяване на доверието си сред иначе скептичните рок критици. Мнозина биха смятали тази песен за най-добрия пример за чистото величие на специалната химия на „Зепелин“. | “ |

В ретроспективен преглед на Physical Graffiti (Deluxe Edition), Брайс Езел от Попматърс описва Kashmir като „класическото парче“ от Physical Graffiti и „неподражаеми моменти в наследството на класическия рок“.

## Музиканти
- Робърт Плант – вокали
- Джими Пейдж – електрическа китара и електрическа 12 струнна китара
- Джон Пол Джоунс – електрическо пиано, бас китара
- Джон Бонъм – барабани

## Признания
| Публикация              | Държава | Признание                                                                | Година | Позиция |
| ----------------------- | ------- | ------------------------------------------------------------------------ | ------ | ------- |
| Списание „Класик Рок“   | САЩ     | „Най-добрите петдесет класически рок песни на всички времена“            | 1995   | 20      |
| Списание „Класик Рок“   | ОК      | „Десет от най-добрите песни на всички времена!...“                       | 1999   | 23      |
| „Ви Ейч Уан“            | САЩ     | „100-те най-велики рок песни на всички времена“                          | 2000   | 62      |
| Списание „Ролинг Стоун“ | САЩ     | „500 най-велики песни на всички времена“                                 | 2010   | 141     |
| Списание „Ролинг Стоун“ | САЩ     | „500 най-велики песни на всички времена“                                 | 2021   | 148     |
| Списание „Блендър“      | САЩ     | „Изключителни песни от 500-те компактдиска, които трябва да притежавате“ | 2003   | *       |
| Списание „Кю“           | ОК      | „1010 песни, които трябва да притежавате!“                               | 2004   | *       |
| Списание „Кю“           | ОК      | „Основна музкална колекция – Рок“                                        | 2005   | *       |
| Списание „Кю“           | ОК      | „100 най-велики песни на всички времена“                                 | 2006   | 74      |
| „Ви Ейч Уан“            | САЩ     | „Ви Ейч Уан Най-великите хардрок песни“                                  | 2009   | 21      |

(*) обозначава неподредени списъци

## Позиция в класациите
Сингъл (цифрово изтегляне)
| Класация (2007)                                       | Най-висока позиция |
| ----------------------------------------------------- | ------------------ |
| ОК Ю Кей Сингълс Чарт                                 | 80                 |
| Швейцария                                             | 64                 |
| САЩ Билборд „Продажби на хардрок цифрови песни“       | 12                 |
| САЩ Билборд „Класация за цифрови песни“               | 42                 |
| Канадаски Билборд „Класация за горещи цифрови сингли“ | 49                 |
| Билборд „Канада рок“                                  | 49                 |

Бележка: Официалната Ю Кей Сингълс Чарт включва легални изтегляния от 17 април 2005 г.

## Сертификати и продажби
| Страна                            | Сертификат | Сертифицирани бройки / продажби |
| --------------------------------- | ---------- | ------------------------------- |
| Великобритания Физически продажби | Сребърен   | 200 000                         |